# Mauro Bellugi
Mauro Bellugi (Buonconvento, provincia de Siena, 7 de febrero de 1950-Milán, 20 de febrero de 2021) fue un futbolista italiano. Se desempeñó en la posición de defensa.

## Selección nacional
Fue internacional con la selección de fútbol de Italia en 32 ocasiones. Debutó el 7 de octubre de 1972, en un encuentro ante la selección de Luxemburgo que finalizó con marcador de 4-0 a favor de los italianos.

### Participaciones en Copas del Mundo
| Mundial                        | Sede                | Resultado    |
| ------------------------------ | ------------------- | ------------ |
| Copa Mundial de Fútbol de 1974 | Alemania Occidental | Primera fase |
| Copa Mundial de Fútbol de 1978 | Argentina           | Semifinal    |

### Participaciones en Eurocopas
| Eurocopa      | Sede   | Resultado |
| ------------- | ------ | --------- |
| Eurocopa 1980 | Italia | Semifinal |

## Clubes
| Club            | País   | Año         |
| --------------- | ------ | ----------- |
| Inter de Milán  | Italia | 1969 - 1974 |
| Bologna F. C.   | Italia | 1974 - 1979 |
| SSC Napoli      | Italia | 1979 - 1980 |
| A. C. Pistoiese | Italia | 1980 - 1981 |

## Palmarés

### Campeonatos nacionales
| Título      | Club           | País   | Año     |
| ----------- | -------------- | ------ | ------- |
| Serie A     | Inter de Milán | Italia | 1970-71 |
| Copa Italia | Bologna F. C.  | Italia | 1973-74 |